# Giuseppe Serroy
Giuseppe Serroy (Raffadali, 23 ottobre 1798 – Agrigento, 3 ottobre 1881) è stato un politico, medico e poeta italiano.

## Biografia
Serroy era originario di una stirpe di olandesi che emigrarono nella provincia di Agrigento, a Raffadali. Compì i suoi studi secondari nel Seminario arcivescovile di Agrigento in qualità di studente laico. Successivamente frequentò l'Università degli Studi di Palermo, laureandosi in Medicina. Nel 1827, quando scoppiò un'epidemia di tifo in tutta la provincia, Serroy affrontò la malattia curando migliaia di famiglie e riuscendo a debellarla. Per i suoi meriti divenne medico del comune di Agrigento, del suo carcere e dell'ospedale civico. Nel 1830 venne incaricato di fare degli studi su come fondere lo zolfo e sui suoi effetti sulla salute. Fu anche in questo periodo che egli scrisse molte poesie su Raffadali.
Nel 1848 venne eletto deputato del Parlamento siciliano.